# Sablin (chutor)
Sablin (ros. Саблин) – chutor w zachodniej Rosji, w sielsowiecie szczetinskim rejonu kurskiego w obwodzie kurskim.

## Geografia
Miejscowość położona jest przy południowo-wschodniej granicy centrum administracyjnego sielsowietu (Szczetinka) i północno-wschodniej granicy centrum administracyjnego rejonu (Kursk), 6 km od drogi federalnej R-298 (Kursk – Woroneż – R22 «Kaspij»; część europejskiej trasy E38).
W chutorze znajdują się ulice Moskowskaja i Centralnaja (w sumie 48 posesji).
Klimat
Miejscowość, jak i cały rejon, znajduje się w strefie klimatu kontynentalnego z łagodnym ciepłym latem i równomiernie rozłożonymi opadami rocznymi (Dfb w klasyfikacji klimatów Köppena).

## Demografia
W 2010 r. chutor zamieszkiwało 77 osób.